# Neerhofdieren

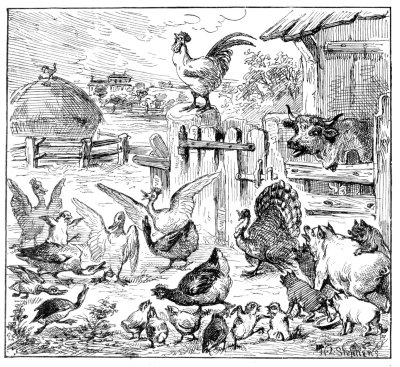
Pentekening met neerhofdieren (1878)

Neerhofdieren is een in Vlaanderen gebruikelijke aanduiding voor pluimvee en andere kleindieren, zoals deze traditioneel op boerderijen gehouden worden.

## Begrip
Het begrip "neerhofdier" is ontstaan naast het Franse "animaux de basse-cour". In Nederland is het begrip feitelijk onbekend en wordt over het algemeen het (germanistische) begrip "kleindier" gebruikt.

## Diersoorten
Tot de neerhofdieren worden meestal gerekend:
- Kippen
- Ganzen
- Eenden
- Kalkoenen
- Duiven
- Konijnen

Daarnaast worden soms ook ander kleinvee en grootvee (geiten, schapen, koeien en paarden) en huisdieren zoals cavia's als neerhofdieren aangeduid.